# Prigione di Radogoszcz

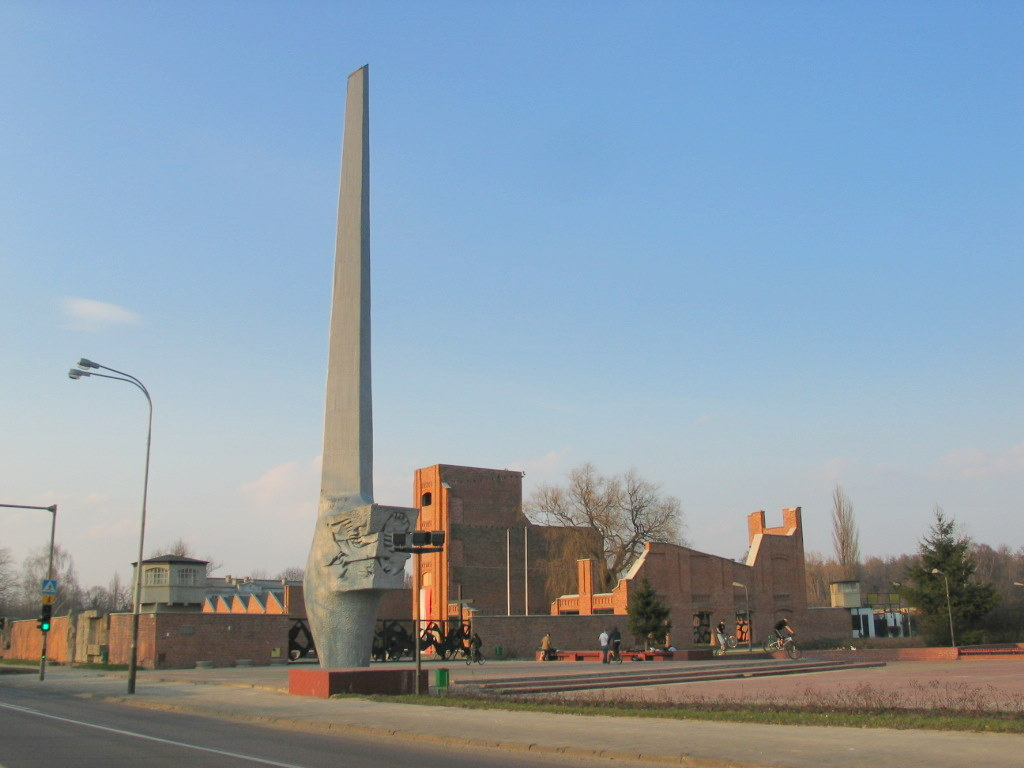
Mausoleo di Radogoszcz.

La prigione di Radogoszcz (in tedesco Erweitertes Polizeigefängnis, Radegast) era una prigione dell'Ordnungspolizei e della Gestapo tedesca di Łódź. Durante la seconda guerra mondiale fu utilizzata dalle autorità tedesche nel periodo di occupazione della Polonia nel 1939-1945. Oggi è sede del museo che commemora le vittime della guerra.

## Istituzione
L'edificio risale ai primi anni '30, quando Samuel Abbe costruì nel villaggio di Radogoszcz una fabbrica, uno stabile di 4 piani. Nell'agosto 1939, un mese prima dell'occupazione nazista, ne prese il controllo l'esercito polacco.

## Utilizzo come prigione

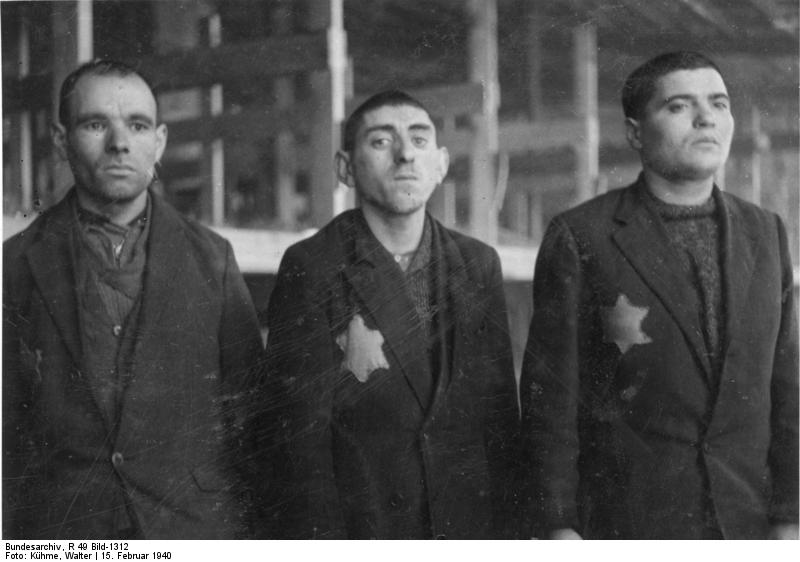
Ebrei prigionieri a Radogoszcz.

Radogoszcz fu utilizzata come prigione dal novembre 1939 per ospitare i prigionieri delle varie organizzazioni tedesche, come la Gestapo, le SS e la polizia locale di recente formazione. I primi omicidi dei detenuti avvennero subito dopo l'apertura, quando l'intellighenzia polacca, arrestata in precedenza, fu prelevata dalla prigione e uccisa nei boschi locali, probabilmente durante le operazioni di Intelligenzaktion del novembre 1939.
Poiché la fabbrica non era predisposta ad uso abitativo, fu costituita un'associazione di beneficenza locale per costruire semplici cucine e bagni. L'associazione, di cui fecero parte alcuni importanti proprietari di fabbriche polacco-tedesche, non poté più aiutare i prigionieri dopo il gennaio 1940.
Inizialmente la prigione deteneva tutti i tipi di prigionieri, compresi gli ebrei. Dopo il pagamento di un riscatto di 150 marchi a testa, tutti gli ebrei furono trasferiti nel ghetto di Lodz; il crimine a loro imputato fu per lo più quello di non essere in grado di comprarsi la libertà quando venivano arrestati casualmente. Dopo il gennaio 1940 la struttura ospitò esclusivamente prigionieri maschi. Prima di allora fungeva anche da campo di transito per i polacchi deportati nel Governatorato Generale. In seguito accolse i prigionieri trasferiti dal carcere di via Krakowska 55. Nel luglio 1940, una volta trasferiti tutti i prigionieri in transito, passò sotto l'autorità esclusiva della polizia locale. A quel punto circa 500 dei 2.000 detenuti erano già stati giustiziati.
Nel carcere c'erano principalmente polacchi locali di origine tedesca che avevano firmato per essere dichiarati Volksdeutsche. La prigione fu utilizzata sia per detenzioni brevi che a lungo termine. Alcuni prigionieri vennero in seguito inviati nei campi di lavoro forzato e nei campi di concentramento; oltre 40.000 persone varcarono i cancelli della prigione, e nessuno sa con precisione in quanti morirono.

### Atrocità finali
Quando Łódź stava per essere invasa dall'Armata Rossa, il personale cominciò a sterminare tutti i prigionieri. Dopo aver iniziato a uccidere i malati nell'ospedale, decisero di chiudere l'intero edificio e dargli fuoco. Dei 1.500 prigionieri presenti all'interno della zona bruciata, solo in 30 sopravvissero, molti dei quali grazie ad una cisterna d'acqua che si trovava all'ultimo piano.
L'unica persona condannata per i crimini commessi nella prigione fu il comandante Walther Pelzhausen, catturato nella zona americana e giustiziato nel 1948.

## Il Museo
Oggi la prigione di Radogoszcz è sede di un museo che commemora le vittime della guerra. Il museo è una filiale del Museo delle tradizioni indipendentiste di Łódź (Muzeum Tradycji Niepodległościowych w Łodzi), di proprietà dello Stato, fondato nel 1959 e rinominato nel 1990 dopo il crollo del comunismo.